# Rack (The Jesus Lizard)
Rack è il settimo album in studio della rock band americana the Jesus Lizard, pubblicato il 13 settembre 2024 su Ipecac Recordings. È la prima uscita in studio della band in 26 anni dai tempi di Blue (1998). Al momento dell'uscita, il disco è stato elogiato dalla critica musicale.

## Pubblicazione
"Dopo l'uscita del sesto album in studio della band, Blue, il gruppo si sciolse nel giugno del 1998. Si sarebbero riuniti brevemente nel 2009 per un tour, ma si sciolsero di nuovo poco dopo. Solo a settembre 2017 la band si sarebbe riunita definitivamente. Mentre il resto della band era disposto a farlo, il cantante principale David Yow non era impegnato a registrare un altro album, ma dopo aver ascoltato le demo che il resto della band gli aveva inviato, ne fu colpito e iniziò a lavorare sulle parti vocali nel 2019." 
L'album è stato annunciato il 5 giugno 2024, insieme all'uscita del singolo principale e del video musicale di Hide & Seek e alle date del tour che vanno da giugno 2024 a maggio 2025. Yow descriverebbe Hide & Seek come "una vivace canzoncina su una strega che non sa comportarsi bene, e ha quasi tanti agganci quanto un combattimento di Mike Tyson". Il secondo singolo Alexis Feels Sick e il terzo il singolo Moto(R) sono usciti rispettivamente il 7 luglio 2024 e il 14 agosto 2024 insieme ai video musicali.

## Registrazione
In un'intervista rilasciata dalla band per il New York Times, la band ha iniziato a lavorare al disco nel 2019 all'Audio Eagle di Nashville, nel Tennessee, con il produttore e chitarrista locale Paul Allen. Secondo il bassista David Wm. Sims, hanno scelto di scrivere un nuovo disco perché "pensavamo che sarebbe stato divertente".
L'unica traccia del disco ad avere le sue origini negli anni novanta è Lord Godiva, mentre il resto scritto negli ultimi cinque anni.
In una dichiarazione del chitarrista Duane Denison sulla direzione musicale del disco, ci sono sicuramente alcuni riferimenti al passato, ma è più un punto di partenza: non restiamo lì. Anche il batterista Mac McNeilly ha evidenziato in una dichiarazione che "siamo legati dalla musica che facciamo, e anche dal rispetto che abbiamo l'uno per l'altro", quando parla della realizzazione del disco.

## Tracce
1. Hide & Seek – 3:04
2. Armistice Day – 4:26
3. Grind – 2:35
4. What If? – 3:45
5. Lord Godiva – 3:04
6. Alexis Feels Sick – 4:29
7. Falling Down – 3:25
8. Dunning Kruger – 2:33
9. Moto(R) – 2:50
10. Is That Your Hand? – 3:08
11. Swan the Dog – 3:25